# Wendy's
Wendy's là chuỗi cửa hàng thức ăn nhanh toàn cầu của Mỹ. Công ty được Dave Thomas thành lập vào ngày 15 tháng 11 năm 1969 tại Columbus, Ohio, sau này chuyển trụ sở đến Dublin, Ohio vào ngày 29 tháng 1 năm 2006. Tinh đến năm 2016, Wendy's là chuỗi cửa hàng hamburger lớn thứ ba trên thế giới với hơn 6.500 điểm phục vụ, xếp sau Burger King và McDonald's.